# Лесагурт
Лесагу́рт (Лесогурт; рос. Лесагурт) — присілок в Дебьоському районі Удмуртії, Росія.

## Населення
Населення — 172 особи (2010; 241 в 2002).
Національний склад станом на 2002 рік:
- удмурти — 93 %

## Урбаноніми[3]
- вулиці — Зарічна, Набережна, Східна